# Grace Alele-Williams
Grace Alele-Williams (Warri, 16 de diciembre de 1932-Lagos, 25 de marzo de 2022) fue una educadora nigeriana que hizo historia al convertirse en la primera mujer nigeriana vicerrectora de una universidad nigeriana, la Universidad de Benín. Fue también la primera mujer nigeriana en recibir un grado de doctorado. Fue catedrática de educación matemática.

## Educación
Nacida en Warri, Alele-Williams fue a la Escuela de Gobierno en Warri, y a la universidad de la Reina (Queen's College) en Lagos. También fue a la Universidad de Ibadán, a la Universidad de Vermont (EE. UU.) y a la Universidad de Chicago (EE. UU.).

## Carrera académica
Su carrera de enseñanza empezó en Queen's School, en el Estado Ede Osun, donde fue maestra de matemática desde 1954 hasta 1957. Lo dejó para ser profesor ayudante en la Universidad de Vermont, primero «graduate assistant» y después «assistant professor». Entre 1963 y 1965 hizo su post doctorado en el departamento (e instituto) de Educación en la Universidad de Ibadán. Posteriormente fue nombrada catedrática de matemáticas en la Universidad de Lagos en 1976.
Ocupó y participó de manera muy diversa en varios comités y juntas directivas, haciendo contribuciones útiles en el desarrollo de la educación en Nigeria. Fue presidenta del comité de revisión del currículum, en el antiguo estado de Bendel 1973-1979. De 1979 a 1985, se desempeñó como presidenta del Comité de Revisión del Currículo del Estado de Lagos y de las Juntas de Examen del Estado de Lagos.
Fue miembro del consejo de gobierno del Instituto de Educación de la UNESCO.[cita requerida] Fue también asesora para la UNESCO y el Instituto de Planificación de Educación Internacional. Durante una década (1963–73) fue miembro del Programa de Matemática africano, localizado en Newton, Massachusetts, Estados Unidos. También fue vicepresidenta de la Organización Mundial para la Educación Preescolar y más tarde presidenta del capítulo nigeriano. Publicado un libro titulado Modern Mathematics Handbook for Teachers. Después de servir como vicerrectora de la Universidad de Benín, se unió a la junta directiva de Chevron-Texaco Nigeria. Estuvo en el consejo de HIP Asset Management Company Ltd., una empresa de gestión de activos en Lagos, Nigeria. Fue una fuerza a tener en cuenta en el período oscuro para la educación superior de Nigeria. Entonces, las actividades de los cultos secretos, las cofradías y las sociedades se habían extendido en las universidades nigerianas, especialmente en la Universidad de Benín. Tuvo un impacto valioso, con la combinación de coraje, ingenio y estrategia en la oleada creciente de cultismo que se había originado en la universidad. Una tarea en la que muchos hombres habían fallado, ella fue capaz de hacer contribuciones notables.

## Vida personal
Tiene 5 niños y 10 nietos.[cita requerida]